# Alexander Kowalski

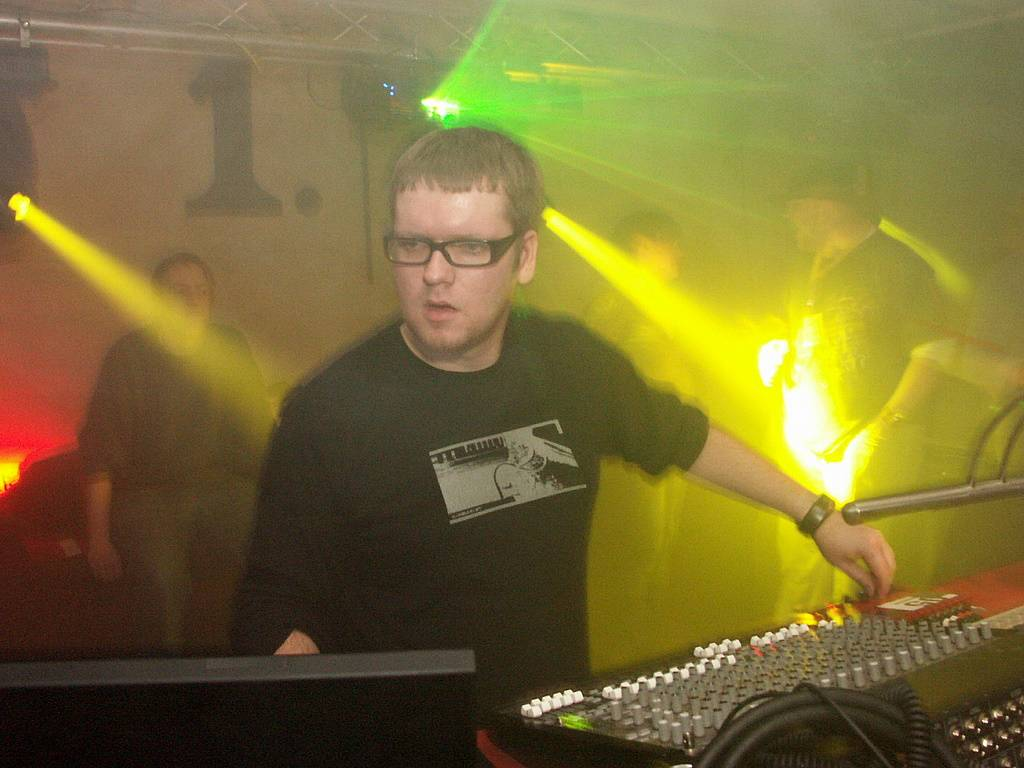
Alexander Kowalski

Alexander Kowalski (* 1978 in Greifswald) ist ein deutscher Techno- und House-Produzent. Neben seinem bürgerlichen Namen veröffentlicht er weiterhin unter den Pseudonymen D Func, DisX3 und Mr. Discotheque feat. Mrs. Caketooth.

## Leben
Der in Greifswald geborene Kowalski zog 1986 nach Berlin, wo er seither auch lebt. Seine musikalische Karriere begann 1997, nachdem er Techno- und House-Platten entdeckte. Er besorgte sich Equipment und produzierte erste Musikstücke. Nach ersten Auftritten als Live-Act erschien sein Track The Wide Theatre 1998 unter dem Alias DisX3 auf der Headquarters betitelten Compilation des Berliner Labels Tresor Records. 1999 erschienen seine ersten EPs und 2001 seine erste LP Echoes auf Kanzleramt Records. Es erschienen weiterhin die Alben Progress (2002) und Response (2004).
2006 erschien das Album Changes, das wesentlich durch House-Musik geprägt ist.